# Saucarí (provins)

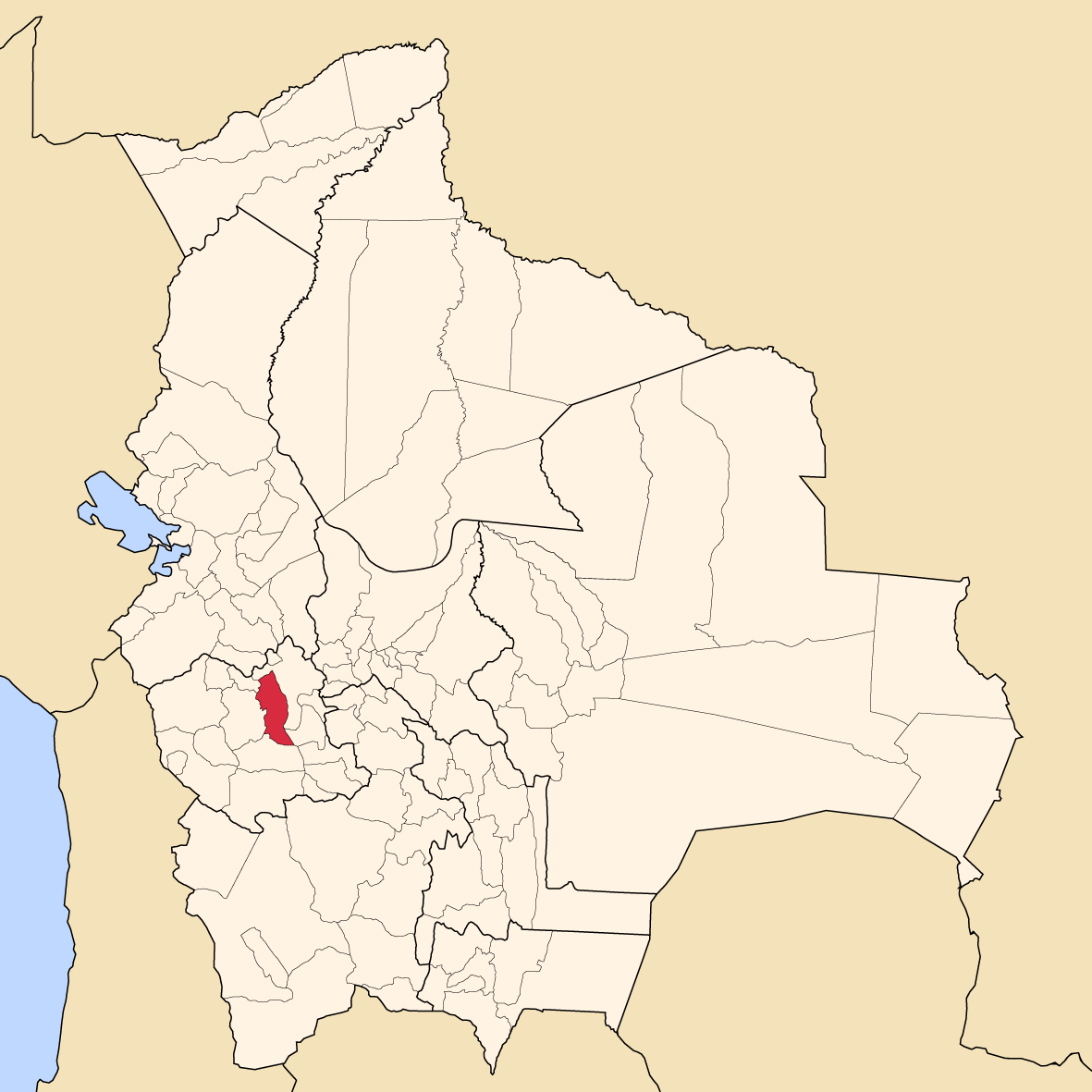
Provinsens läge i Bolivia

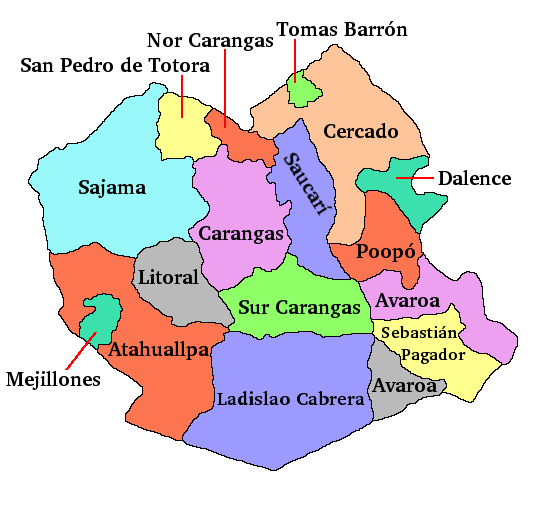
Provinser i Oruro

Saucarí är en provins i departementet Oruro i Bolivia. Den administrativa huvudorten är Toledo.